# Petr Alexandrijský
Petr Alexandrijský († cca 311) byl alexandrijským biskupem a předtím pravděpodobně hlavou alexandrijské školy. Za Diokleciánova pronásledování opustil svou diecézi a zemřel okolo roku 311. Pravoslavná i katolická církev ho uctívá jako svatého mučedníka.

## Spor s Melétiem
Za jeho nepřítomnosti Melétios, lykopolský biskup, zabral jeho diecézi a diecéze dalších čtyř biskupů, kteří se mezitím ocitli ve vězení. Na synodu v Alexandrii v roce 305 nebo 306 Petr poté, co byl Meletios usvědčen „z mnoha zločinů a také z toho, že obětoval modlám“, uzurpátora sesadil. Od tohoto okamžiku vzniká tzv. meletiánské schisma, které trvalo po celá staletí.

## Dílo
I když byl Petr z alexandrijské školy, byl velkým odpůrcem Órigena. Z jeho děl se nám však dochovaly jen zlomky jeho dopisů a několika traktátů.
- Περί θεότητος (Peri theotétos „O božství“). Traktát pojednává o pravém božství Ježíše Krista proti subordinacionistickému tvrzení Órigenově.

- Περί της σωτηρος ημων επιδημίας (Peri tés sótéros hémón epidémias „O příchodu našeho Spasitele“). Z tohoto díla cituje Leontios Byzantský, je možné, že se jedná o tentýž traktát jako předchozí.

- Περί ψυχής (Peri psychés „O duši“). Petr v tomto traktátu (citovaném opět u Leontia Byzantského) píše proti Órigenově nauce o preexistenci duší a o uvěznění duše v těle kvůli dřívějšímu provinění.

- Περί αναστάσεως (Peri anastaseós "O vzkříšení). Z tohoto díla existuje sedm syrských fragmentů. Petr tento spis namířil opět proti Órigenovi, neboť Petr zastával identitu těla nynějšího pozemského a těla budoucího vzkříšeného.

- Περί μετανοίας (Peri metanoias „O pokání“), nazývaný také „Kanonický list“. Tento spis je zcela ztracen, zachovalo se z něj jen 14 kánonů ve sbírce zákonů východní církve. Dílo se datuje do roku 306. Spis řeší otázku těch, kteří zapřeli víru v době pronásledování a nyní se chtějí vrátit zpět do církve. V případě těch, kdo se zřeli víry po krutém mučení, toto mučení samo je dostatečným pokáním a mají být přijati zpět. Těm, kdo se zřekli víry bez mučení, má být uloženo pokání 1 rok. Konečně ti, kdo se zřekli víry sami a dobrovolně, musí konat pokání více let. Odsuzuje také ty, kdo se spontánně přihlásili jako křesťané a nechali se zabít pro svou víru, aniž by byli dotazováni magistráty - podle Petra je to neprozřetelné jednání, které jde proti příkazům Páně. V žádném případě však není přijetí zpět odloženo na smrtelné lůžko, jak tomu bývalo dříve.

- Περί του πάσχα (Peri tú pascha „O Velikonocích“), spis věnovaný jistému Triceniovi. Snad se jednalo o velikonoční list alexandrijské církvi, posílaný pravidelně každý rok.

- List obyvatelům Alexandrie ohledně Melétia. Je to krátký dopis, v němž Petr varoval věřící své diecéze proti schizmatikovi Melétiovi. List musel být napsán krátce po začátku pronásledování.

Kromě těchto Petrových děl a spisů existují také Mučednická akta svatého Petra Alexandrijského (v latině, řečtině, syrštině a koptštině), ale žádná z těchto verzí není autentická, ve všech případech se jedná o pozdější legendy.